# Grottes d'Undavalli
Les troglodytes d’Undavalli, spécimen monolithique des temples sous roche d'Asie et l'un des plus précieux témoignages de l’antique vishwakarma sthapathis, se trouvent à proximité du village d’Undavalli, dans le tehsil de Tadepalle (District de Guntur), sur la rive sud du fleuve Krishna, dans l'état indien d’Andhra Pradesh.
Ces grottes se trouvent à 6 km au sud-ouest de Vijayawada, et à 22 km au nord-est de Guntur.

## Description
Ces grottes ont été taillées à même le grès à flanc d'une colline entre les IVe et Ve siècles. La plus grande d'entre elles est creusée sur quatre niveaux et comporte au second niveau une statue monumentale de Vishnou en position allongée, sculptée dans un monolithe de granite. Les grottes d’Oundavalli témoignent de la manière dont les stūpas et les constructions religieuses bouddhistes de l’Andhra Pradesh ont été transformées en temples et statues hindous : elles étaient à l'origine un sanctuaire Jaïniste rappelant par son architecture ceux d’Udayagiri et de Khandgiri. La principale grotte est l'un des plus anciens spécimens d'architecture Gupta, qui furent d'abord des cellules de monastère primitives taillées à même le grès des collines.
À l'origine, ces grottes étaient conçues comme un sanctuaire Jain et le premier niveau a conservé le style Jaïn : ainsi les vihara et leurs bas-reliefs Tîrthankara. Tout ce premier niveau est un vihara et présente des ornements d'art bouddhique. Le site avait fonction de complexe monastique Bhikkhu dans l’Antiquité. Les bas-reliefs sur les parois des grottes sont l’œuvre d'artisans habiles : on les fait remonter au règne des rois Jaïn, entre l'an 420 et 620 de notre ère.
Les grottes se trouvent dans le cadre verdoyant de la vallée du Krishna. Depuis le haut de la colline où les grottes ont été creusées, on aperçoit en regardant vers le fleuve de nombreux spécimens de temples sous roche.

## Photos

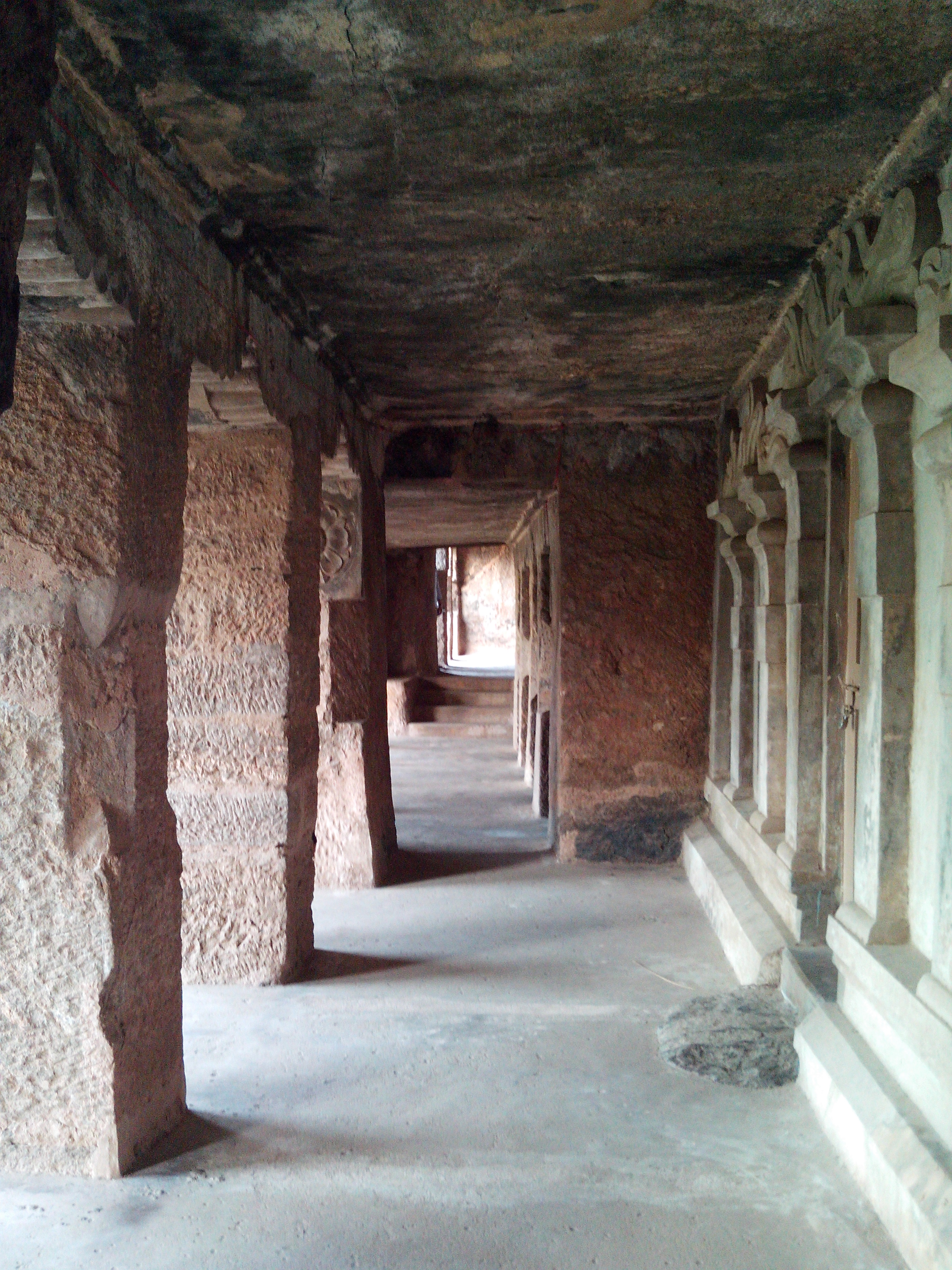
Les piliers creusés à même le rocher.
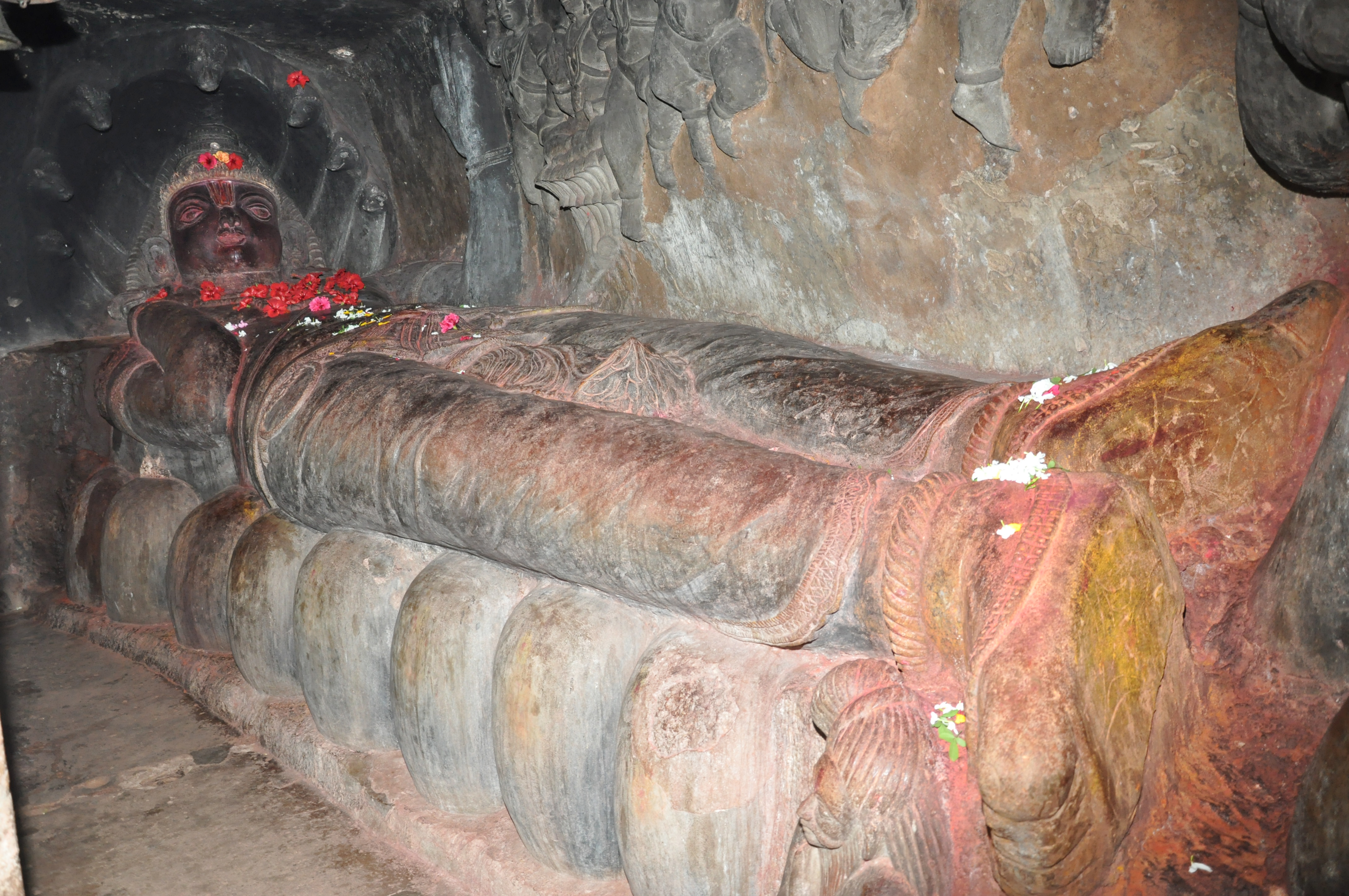
Statue de Vishnou en position allongée : elle a été taillée dans un monolithe de granite, hissé jusqu'au second niveau...
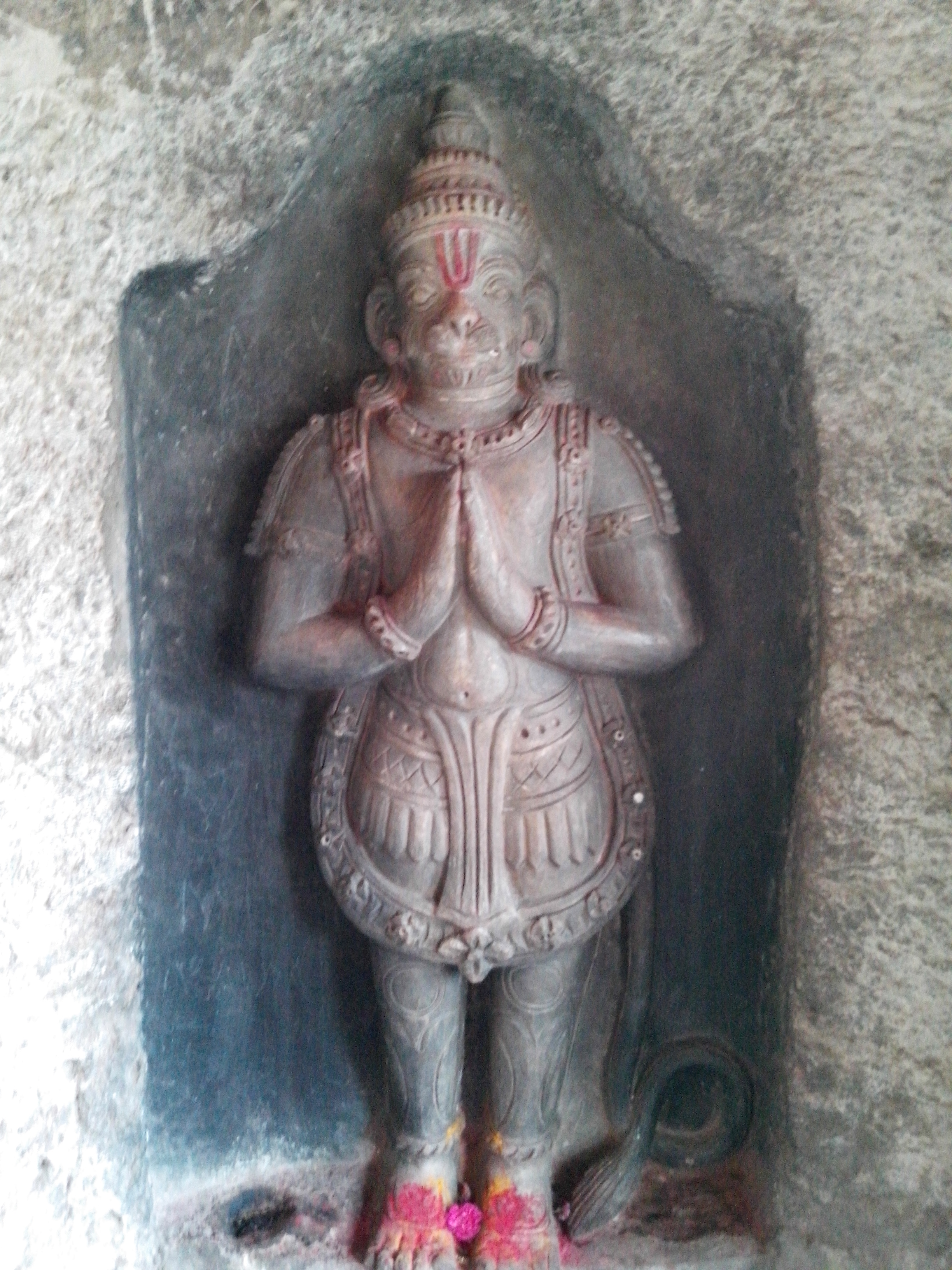
Bas-relief représentant le dieu Hanoumân.
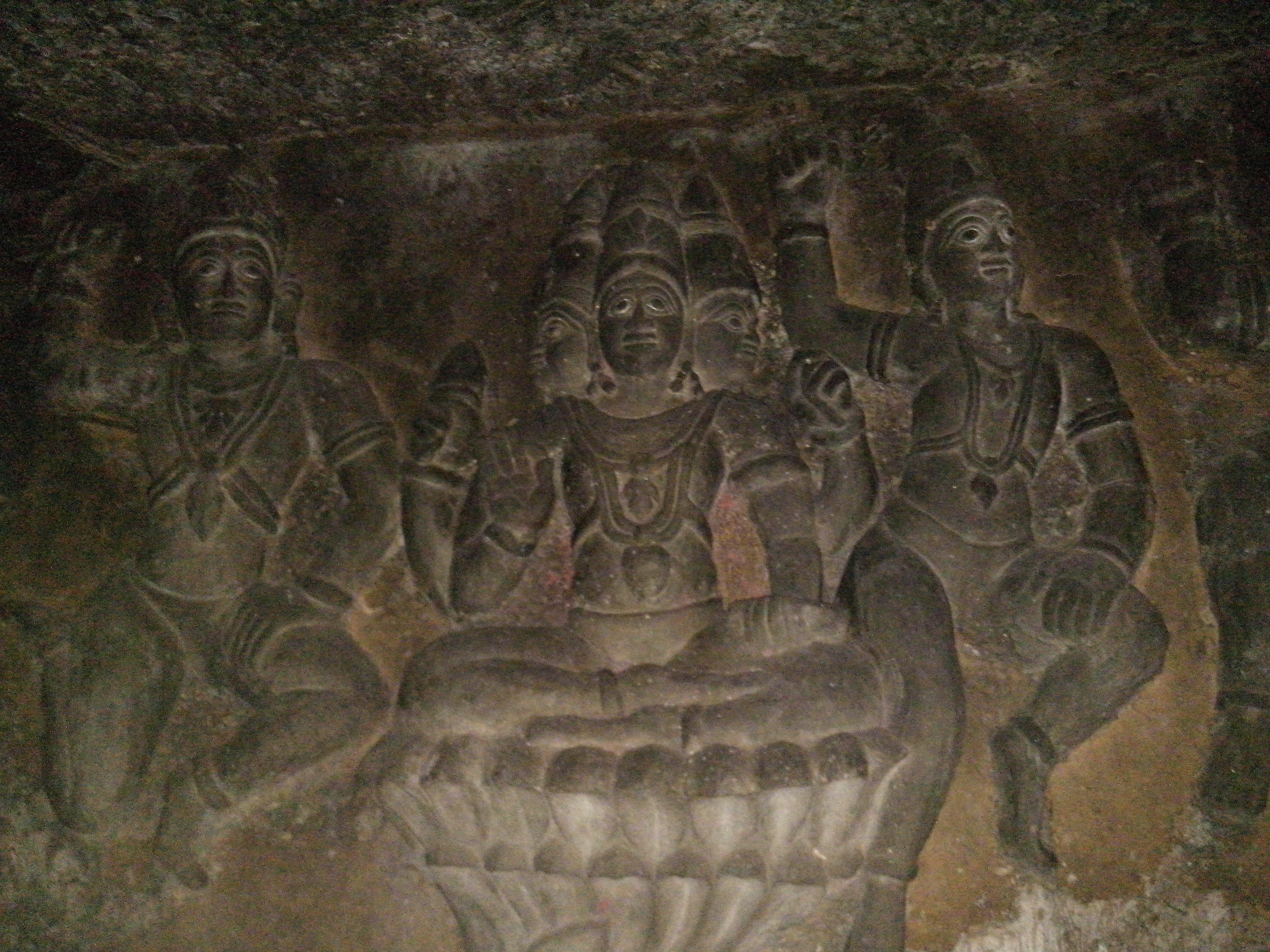
Bas-relief représentant Brahma.
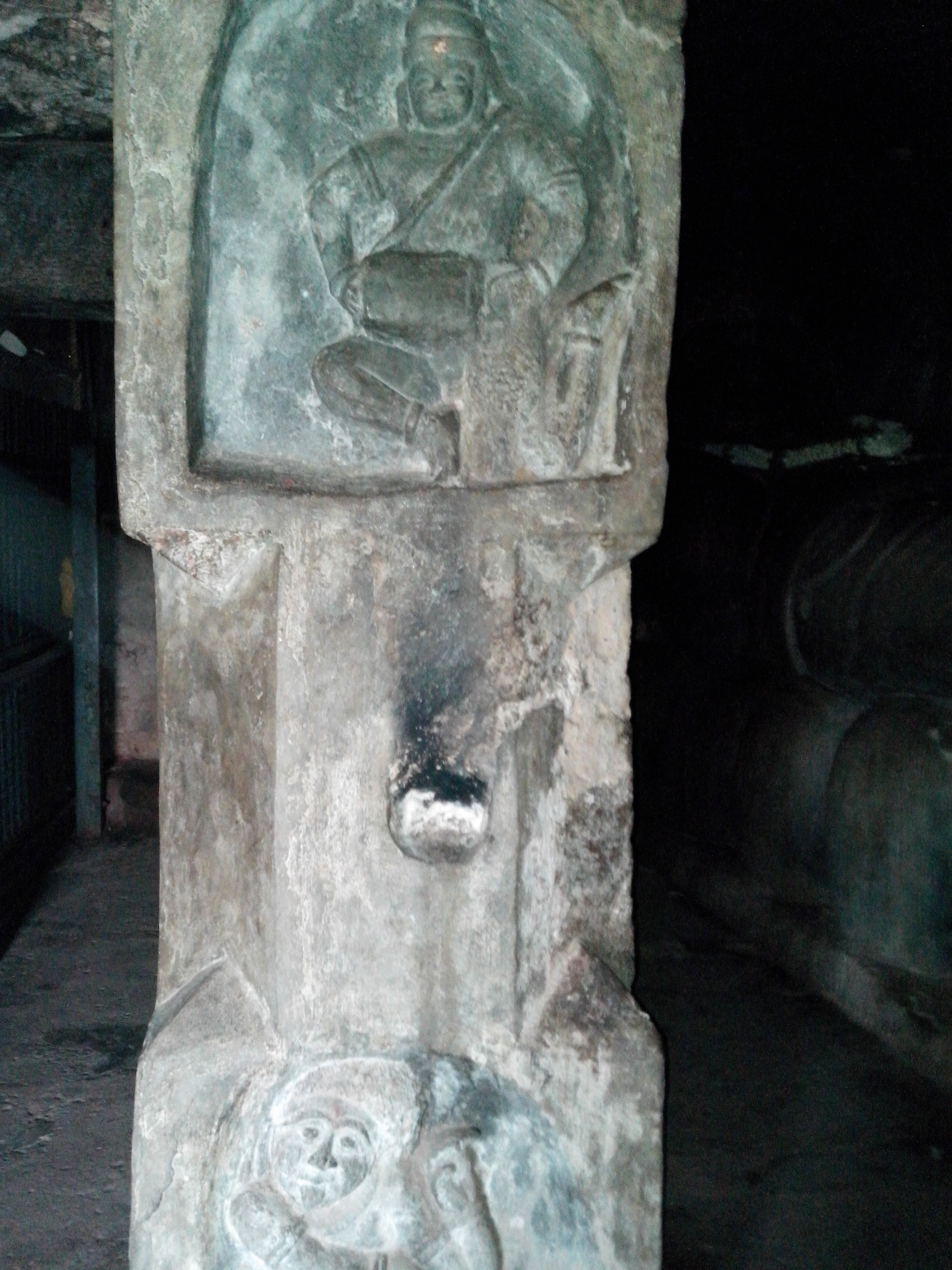
Un des piliers de la pièce où se trouve le gisant de Vishnou.
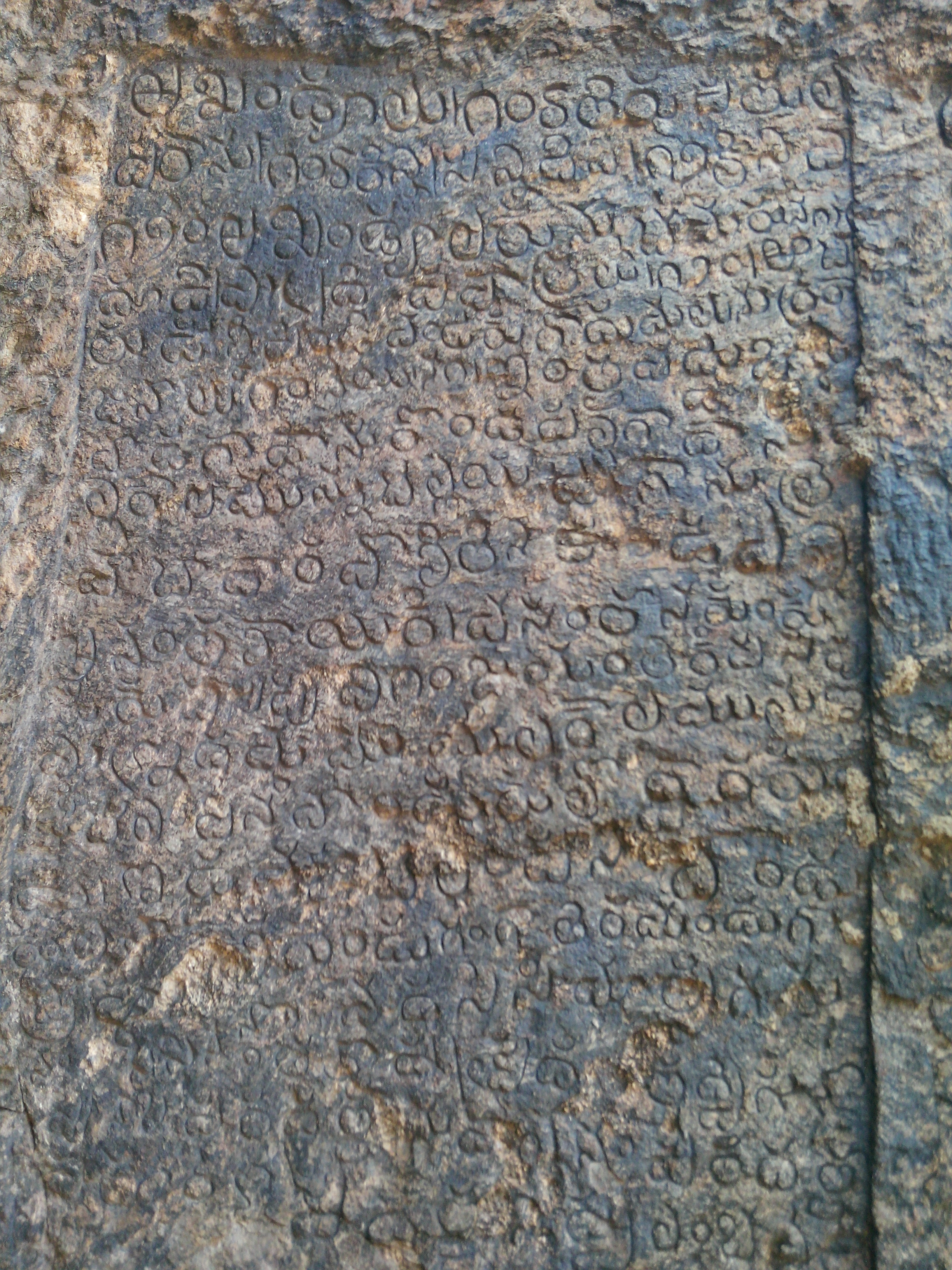
Inscriptions en langue télougou.